# アブタオ (コルベット)

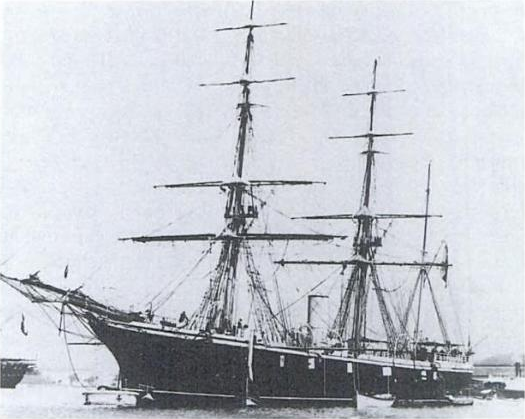
「アブタオ」

アブタオ (Abtao) はチリ海軍のコルベット。アメリカ連合国が1863年に発注するもイギリス政府に差し置されられていた船を、スペインとの戦争中にチリが購入し改装したものである。艦名は1866年のアブタオの海戦にちなむ。
排水量1600トン、長さ227フィート4インチ (69.29m)、幅29フィート6インチ (8.99m)。1軸推進、機関出力800指示馬力で速力10ノット。帆装はバーク。兵装は5，8インチ70ポンド後装施条砲1門と4.7インチ40ポンド後装施条砲4門であった。
1866年8月の地震や1877年5月の地震の際、「アブタオ」は救援活動に従事した。
1878年に「アブタオ」は18.000ドルで売却されたが、太平洋戦争が勃発すると25.000ドルで契約は取り消された。その後、150ポンド砲4門と40ポンド砲4門が搭載された。
1879年5月16日（15日とも）、「ブランコ・エンカラダ」、「アルミランテ・コクレーン」、「アブタオ」などはイキケからカヤオ攻撃に向かう。攻撃時、「アブタオ」は火船として使用される計画であった。しかしイキケに着いたときそこには目標とするペルーの装甲艦2隻はおらず、チリ側は攻撃をせずに引き返した。
8月下旬、アントファガスタでペルー装甲艦「ワスカル」が「アブタオ」に対してレイ魚雷による攻撃を試みたが、魚雷が「ワスカル」の方へ戻ってきたため攻撃は失敗に終わった。その時はそれ以上の攻撃を行わず「ワスカル」は退いたが、その後再びアントファガスタに現れ、「アブタオ」や「マガジャネス」、砲台と交戦。この戦闘で「アブタオ」は2発被弾した。
1880年2月下旬、他船とともにIlo付近へ上陸する部隊を輸送。
11月下旬から12月上旬にかけて「アブタオ」は「マガジャネス」とともにアリカからPiscoへ向かった兵員輸送船団を護衛した。
1891年1月の内戦発生時、「アブタオ」は地中海への練習航海方戻る途中であった。「アブタオ」はチロエ島沖で議会派側の船「Aconcagua」と会い、議会派側につくこととなった。5月19日、水雷砲艦「アルミランテ・コンデル」と「アルミランテ・リンチ」および「Imperial」がイキケ沖に現れ攻撃を行うと「ワスカル」と「アブタオ」が追跡したが逃げられた。8月、「アブタオ」はQuinteroへの上陸作戦に参加した。
1897年、石炭ハルクとされる。1900年にはコキンボで水先案内人の学校となり、1905年から1921年までは見習い水夫の学校として使用された。
1922年に競売にかけられ、その後解体された。